# フランケン大公

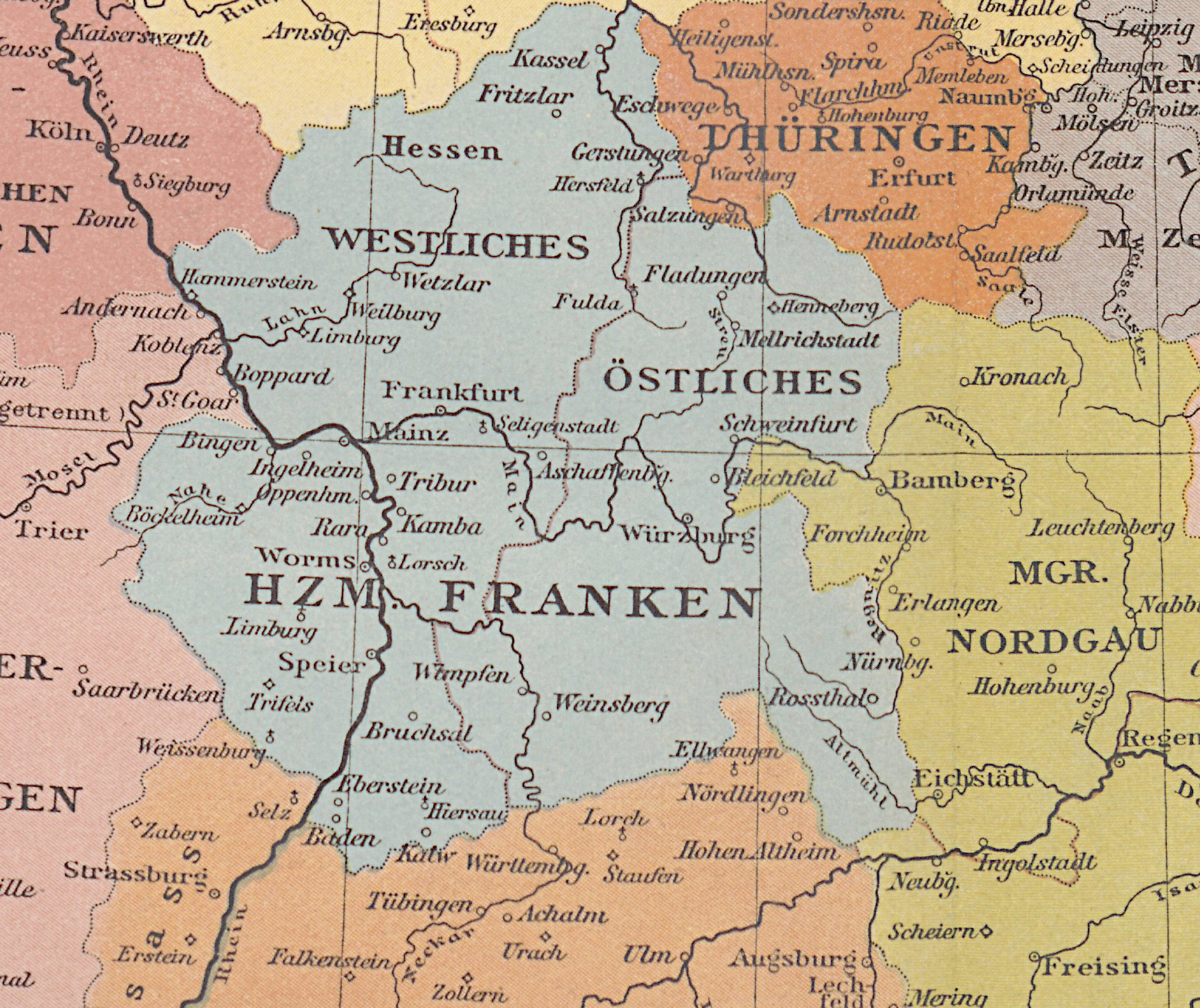
900年頃のフランケン大公領

フランケン大公（フランケンたいこう、ドイツ語: Herzogtum Franken）は、神聖ローマ帝国の部族大公。ドイツ中西部、マイン川流域を支配した。その領域については「フランケン」を参照（ただしバイエルン州内のフランケン地方だけではない。これについては「#領域としてのフランケンについて」を参照）。

## 歴史

### フランケン大公の創設と消滅
フランケン大公は906年頃、カロリング朝の断絶に乗じて在地貴族のコンラート家のコンラート1世がフランケン地方の一円的支配を実現し、創始した。コンラート1世は911年に東フランク王に選出され、弟のエーバーハルト3世に大公位を譲った。918年にコンラート1世が死去すると、貴族達はコンラート1世の遺言に従ってザクセン大公のハインリヒ1世（捕鳥王）を王に選出、エーバーハルト3世もハインリヒ1世に従った。
939年、エーバーハルト3世はハインリヒ1世の息子で王位を継いだオットー1世（大帝）に反旗を翻し、敗死した。オットー大帝はドイツのほぼ中央部にあたるフランケンを重視し、以降フランケン大公を置かなかった。

### 西フランケン大公
フランケン大公の消滅と前後して、ライン河畔のフランケン地方の西部を統治したヴォルムスガウ伯のヴェルナー5世（コンラート1世の婿）が西フランケンの大公となった。ヴォルムスガウ伯は後のザリエル朝である。1093年、ザリエル朝のハインリヒ4世がライン宮中伯であるハインリヒ2世（マイフェルトガウ伯、アルデンヌ＝ルクセンブルク家）に西フランケンの伯領を与えたことにより、西フランケン大公は消滅した。

### 東フランケン大公
1079年、ハインリヒ4世が娘アグネスの婚約者であったホーエンシュタウフェン朝のフリードリヒに大公位を与えて成立した（後にシュヴァーベン大公も兼ねた）。ローテンブルクを居城としたためローテンブルク大公とも呼ばれる。1196年以降任命されず、やがて大公領は分裂していった。1442年以降ヴュルツブルク司教が東フランケン大公位を称したが、これは正式なものではなかった。

## 領域としてのフランケンについて
現在においてはフランケンという地名はフランケン地方の項で説明されているとおりバイエルン州北部の地方名であるが、歴史的にはバイエルンの一部ではなく、またその領域も現在のフランケンよりも広かった。現在の州で言えばバイエルン州の他、バーデン＝ヴュルテンベルク州とヘッセン州、ラインラント＝プファルツ州にまたがっている。
このような事態になっているのは、大公が消滅した後にこの地域の領域統合が進まず、ナポレオン戦争やドイツ統一といった外部要因によって、近隣の領邦に統合されていったのが原因である。
- 東部のニュルンベルク城伯領はアンスバッハ辺境伯とクルムバッハ辺境伯に分割され、1791年に売却されプロイセン王国に統合された後、ウィーン会議の結果バイエルン王国領となった。アンスバッハ辺境伯アルブレヒト・アヒレスとクルムバッハ辺境伯アルブレヒト・アルキビアデスは、フランケン地方の統合とフランケン公領の創設を目指してそれぞれ第一次辺境伯戦争、第二次辺境伯戦争を引き起こしたが、帝国自由都市ニュルンベルクや他の帝国諸侯に反撃され、失敗した。

- 中部のヴュルツブルク司教領は1806年、ハプスブルク家のフェルディナンド3世を君主とする公国となり、更にウィーン会議でバイエルン王国領となった。

以上の二地域はそのままバイエルン州の一部となり、現在「フランケン地方」または「バイエルン・フランケン」と呼ばれている。
- 西部、ライン宮中伯領となった領域は、1777年にバイエルンのヴィッテルスバッハ家の断絶を受けて宮中伯（プファルツ選帝侯）カール・テオドールがバイエルン選帝侯となったことにより、バイエルンに併合されたが、1801年、革命戦争中のフランスに譲渡された。そしてウィーン会議の結果、バーデン大公国とヴュルテンベルク王国に譲渡された。この領域は現在バーデン・ヴュルテンベルク州の一部である。

- 北部はヘッセン方伯領となった。この領域と、帝国都市として独立を保ったフランクフルト・アム・マインは、現在ヘッセン州に属している。

## 歴代領主一覧

### フランケン大公

#### コンラディン家（コンラート家）
- コンラート1世若王（在位：906年 - 911年）
- エーバーハルト3世（在位：911年 - 939年）

### 西フランケン大公

#### ザーリアー朝
- ヴェルナー5世（在位：? - 935年）
- コンラート赤毛公（在位：944年 - 955年）
- オットー1世老公（在位：978年 - 982年および1002年 - 1004年）
- コンラート1世（在位：1004年 - 1011年）
- コンラート2世（在位：1011年 - 1039年）
- コンラート3世若公（在位：1054年 - 1055年）
- コンラート4世共治王（在位：1076年 - 1087年および1089年 - 1098年）

### 東フランケン大公（ローテンブルク大公）

#### ホーエンシュタウフェン朝
- フリードリヒ1世（在位：1079年 - 1105年）
- コンラート1世（在位：1116年 - 1152年）
- フリードリヒ2世（在位：1152年 - 1167年）
- フリードリヒ3世（在位：1167年 - 1169年）
- フリードリヒ4世（在位：1169年 - 1188年）
- コンラート4世（在位：1188年 - 1196年）